# Бурево
Бурево (болг. Бурево) — село в Болгарии. Находится в Смолянской области, входит в общину Неделино. Население составляет 116 человек.

## Политическая ситуация
Бурево подчиняется непосредственно общине и не имеет своего кмета.
Кмет (мэр) общины Неделино — Илия Петров Вылчев (Болгарская социалистическая партия (БСП)) по результатам выборов.